# 전기차 액티브 사운드 디자인
전기차 액티브 사운드 디자인(영어: e-Active Sound Design)은 차량의 주행 속도, 모터의 토크 상태, 운전자의 가속 의지 등의 변수를 고려해 실내 사운드를 조절하는 기능이다.

## 상세
전기차 액티브 사운드 디자인은 전기차 운전자의 주행 몰입감 개선 및 운전 안전성 제고를 목적으로 개발됐다. 소리를 매우 작은 단위로 분해하고 이를 다시 조합해 새로운 소리를 만드는 음향 합성 기술인 그래뉼라 합성법 방식을 활용한다.
전기차 액티브 사운드 디자인은 제네시스 GV70의 엔진 사운드를 활용한 내연기관 특유의 사운드 'G-Engine', 전기차 모터 소리를 다듬은 사운드 'E-Motor', 제네시스 전기차 아이코닉 사운드 'Futuristic' 총 3가지 사운드 모드로 구성된다. 
전기차 액티브 사운드 디자인은 제네시스 GV60, GV70 전동화 모델 등에 적용됐다.

## 같이 보기
- 가상 엔진 사운드
- 제네시스 GV60